# Dirge of Cerberus: Lost Episode - Final Fantasy VII
Dirge of Cerberus: Lost Episode - Final Fantasy VII è uno sparatutto in terza persona per telefono cellulare uscito esclusivamente in Giappone. Fa parte della Compilation of Final Fantasy VII e narra un "capitolo perduto" della storia di Dirge of Cerberus: Final Fantasy VII.